# 지크리트 볼프
지크리트 볼프(독일어: Sigrid Wolf, 1964년 10월 14일~)는 오스트리아의 은퇴한 알파인 스키 선수이다. 1988년 동계 올림픽 여자 슈퍼대회전에서 금메달을 획득했다.